# Herb Urugwaju
Herb Urugwaju został prawnie zatwierdzony 19 marca 1829 roku. Ma kształt owalu, który jest podzielony na cztery równe części ukoronowane przez złote Słońce Majowe. Elipsa otoczona jest dwiema oliwnymi gałązkami, połączonymi na dole błękitną wstążką.
W górnej prawej ćwiartce znajduje się waga, symbol równości i sprawiedliwości, osadzona na niebieskim tle. Górna lewa ćwierć zawiera Cerro de Montevideo (Wzgórze Montevideo) z fortecą na szczycie, która reprezentuje siłę, tło jest srebrne. W dolnej prawej ćwierci, również na srebrnym tle, znajduje się galopujący koń, symbolizując wolność. Dolna lewa ćwiartka zawiera znajdującego się na niebieskim tle wołu, który jest symbolem dostatku.

## Historyczne wersje herbu

Herb w latach 1815–1817
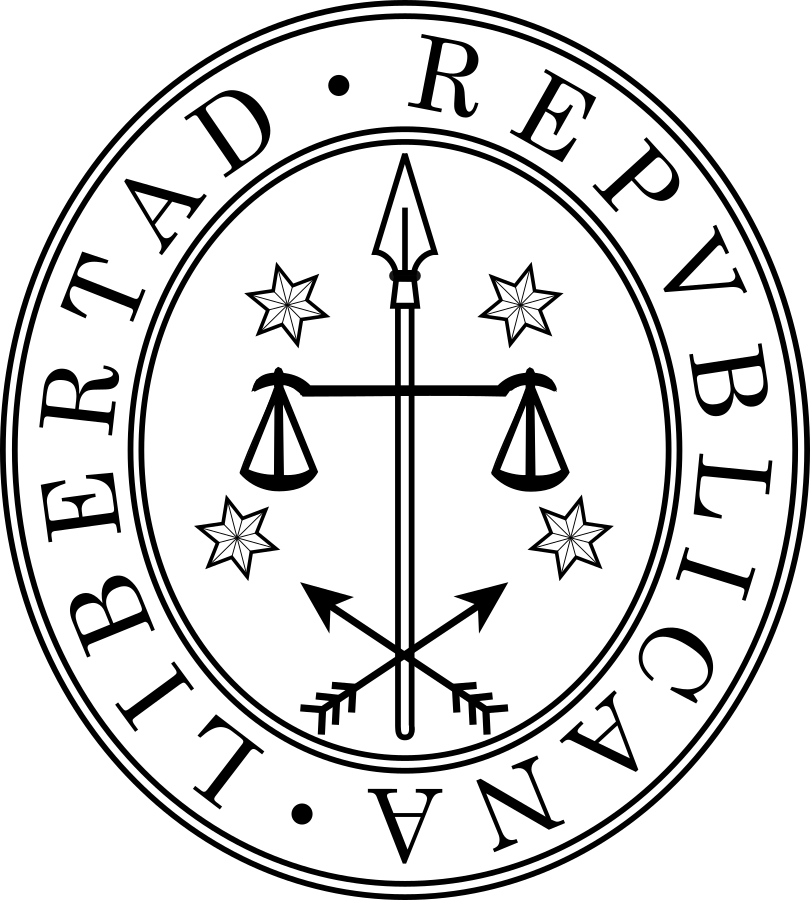
Herb z 1817 roku
Herb w latach 1829–1908